# 拟双沟卷柏
拟双沟卷柏（学名：Selaginella pennata）为卷柏科卷柏属下的一个种。

## 扩展阅读
- 維基物種上的相關：拟双沟卷柏